# “茂后”烯烃聚合催化剂
“茂后”烯烃聚合催化剂（英语：Post-metallocene catalyst），这里的“茂后”（Post-metallocene）是指那些自1980年沃尔特·卡明斯基（Walter Kaminsky）发现茂基金属催化剂后出现的那些相比于齐格勒-纳塔催化剂所使用的前过渡金属元素钛而以周期表中后过渡元素为催化剂中金属元素的催化剂。尽管传统的齐格勒-纳塔催化剂烯烃聚合物的工业生产中仍占有主导地位，虽然“茂后”烯烃聚合催化剂在过去的25年的时间中在烯烃聚合催化剂的研究中被广泛研究和报道，然而传统的齐格勒-纳塔催化剂烯烃聚合物的工业生产中仍占有主导地位。
相比于是非均相且具有多个催化位点的齐格勒-纳塔催化剂，茂基催化剂是一种在催化体系中具有单催化中心、相同催化物种存在形式的均相催化剂。单中心催化剂（single-site catalyst）的催化性能可通过调节催化剂的分子结构来调控。学术界和工业界已经开展了大量的研究来开发高性能、基于新概念的茂基催化剂。一个主要尚未开发的领域就是乙烯与某些极性单体的共聚反应。而齐格勒-纳塔催化剂所使用的前周期过渡元素由于高度的亲氧性（大部分极性单体比如丙烯酸酯等都还有羰基结构）因而阻碍了它们在这方面的应用。